# Jussi Halla-aho

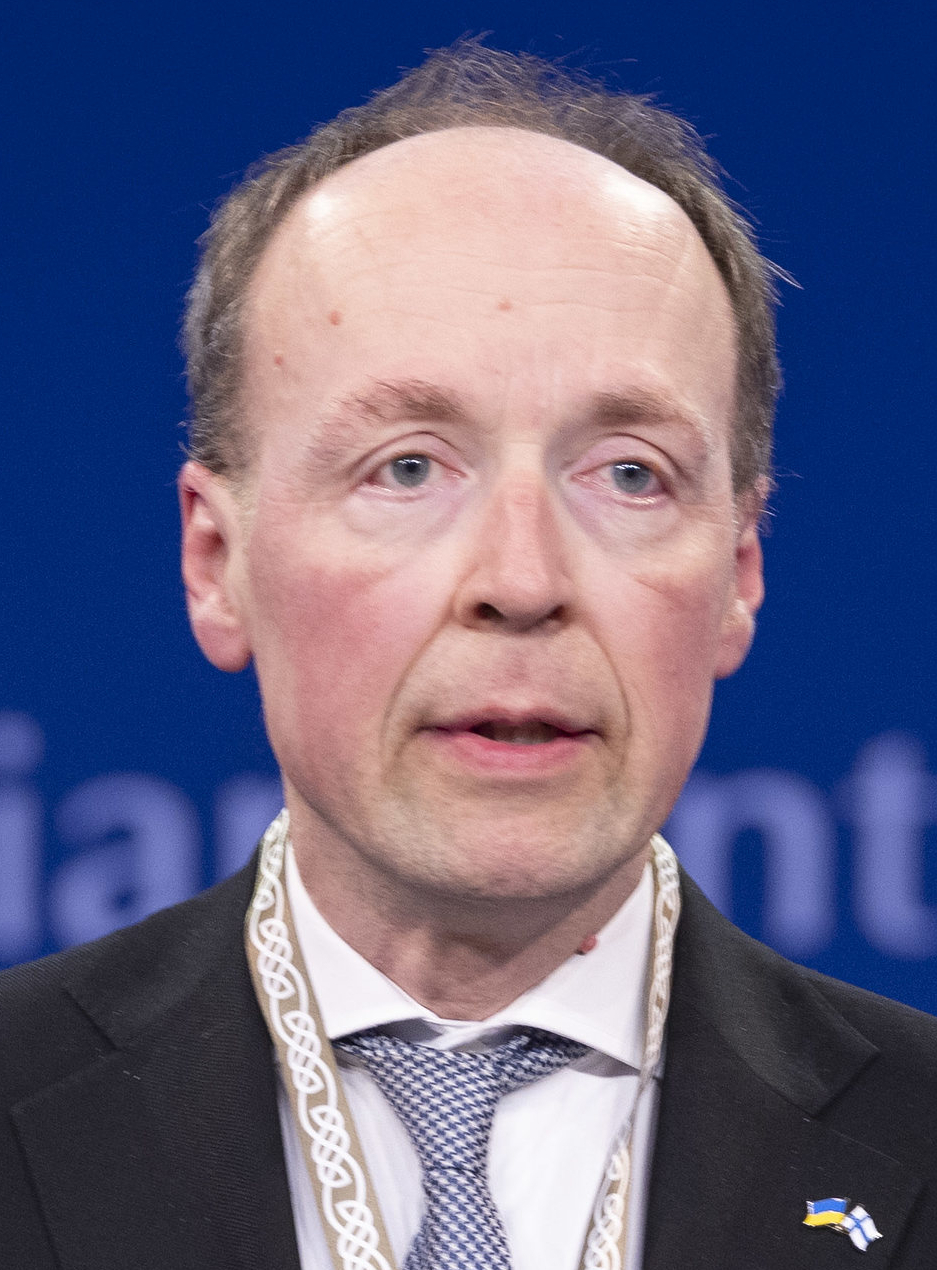
Jussi Halla-aho (2023)

Jussi Kristian Halla-aho (* 27. April 1971 in Tampere) ist ein finnischer Slawist und Politiker. Er ist Mitglied der rechtspopulistischen Partei Die Finnen und war von Juni 2017 bis August 2021 deren Vorsitzender. Seit der Wahl im Jahr 2019 ist er Mitglied des Parlaments, dem er früher bereits von 2011 bis 2014 angehörte. Seit dem 21. Juni 2023 ist er der Parlamentspräsident des finnischen Parlaments.

## Leben
Halla-aho, Sohn des Busfahrers Yrjö Halla-aho und dessen Frau Ulla, geb. Bergroth, studierte an der Universität Helsinki Philosophie und Slawistik. Vom 20. April 2011 bis 30. Juni 2014 war er Abgeordneter im Finnischen Parlament. Seit 2014 ist er Abgeordneter im Europäischen Parlament. Dort ist er Mitglied im Ausschuss für bürgerliche Freiheiten, Justiz und Inneres und in der Delegation im Ausschuss für parlamentarische Kooperation EU-Russland. Halla-aho ist verheiratet und hat fünf Kinder.
In der politischen Debatte ist er besonders durch seine gegen Einwanderung gerichtete Haltung bekannt. Im Jahr 2012 wurde er vom Obersten Gerichtshof aufgrund von islamfeindlichen Aussagen auf seinem Blog wegen Volksverhetzung zu einer Geldstrafe verurteilt. Er unterstützt eine NATO-Mitgliedschaft Finnlands und solidarisiert sich mit dem Abwehrkampf der Ukraine gegen die russische Invasion 2022. Er hielt 2022 eine direkte Beteiligung des Westens am Konflikt für unvermeidlich, 2023 spendete er für den Kauf von Artilleriemunition durch die Ukraine und ließ eine Granate mit der Aufforderung, russische Soldaten zu töten, beschriften.
Am 11. Juni 2017 wurde Halla-aho zum neuen Vorsitzenden der Perussuomalaiset gewählt und folgte damit auf Timo Soini. Wegen seiner politischen Haltung wurde daraufhin die bis dahin bestehende Regierungskoalition unter Einschluss der Perussuomalaiset von Ministerpräsident Juha Sipilä aufgekündigt. Zwei Tage später spaltete sich etwa die Hälfte der Fraktion von der Partei ab, gründete die Partei Blaue Zukunft und setzte die Regierungskoalition fort, während Perussuomalaiset in die Opposition ging. Im August 2021 wurde Riikka Purra zu seiner Nachfolgerin als Vorsitzende der Finnenpartei gewählt.
Halla-aho war Kandidat der Perussuomalaiset für die Wahl zum finnischen Präsidenten am 28. Januar 2024. Er schied als Drittplatzierter im ersten Wahlgang aus.

## Schriften
als Autor
- Problems of Proto-Slavic historical nominal morphology. On the basis of Old Church Slavic (Slavica Helsingiensia, 26).  University of Helsinki, Department of Slavonic Languages, Helsinki 2006, ISBN 952-10-3012-7 (zugl. Dissertation, Universität Helsinki 2006).
- Two borrowings in Proto-Slavic and a minor Balto-Slavic sound change. In: Journal of Indo-European Studies, Bd. 33 (2005), S. 233–245, ISSN 0092-2323
- The collapse of an early Proto-Indo-European ablaut pattern. In: Indogermanische Forschungen, Bd. 110 (2005), S. 97–118, ISSN 0019-7262
- Kirjoituksia uppoavasta Lännestä. 2009 ISBN 978-952-92-5213-8.

als Herausgeber
- zusammen mit Juhani Nuorluoto und Martti Leiwo: Papers in Slavic, Baltic and Balkan studies (Slavica Helsingiensia, 21). University of Helsinki, Department of Slavonic and Baltic Languages and Literatures, Helsinki 2001, ISBN 952-10-0246-8.
- Old Church Slavic Manual. Jussi Halla-aho, Helsinki 2006.